# Theodore Clement Steele

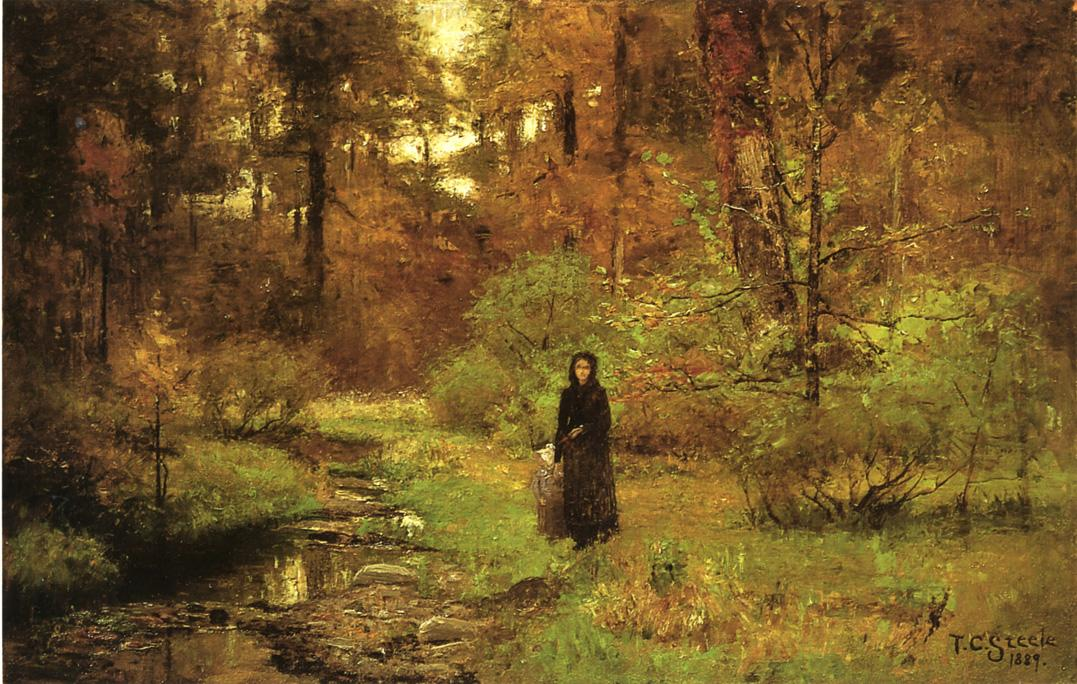
The Brook in the Woods, 1887

Theodore Clement Steele (T. C. Steele) (ur. 11 września 1847, zm. 24 lipca 1926) – amerykański malarz impresjonista, związany z działającym w Indianie stowarzyszeniem artystów – Hoosier Group.

## Życiorys

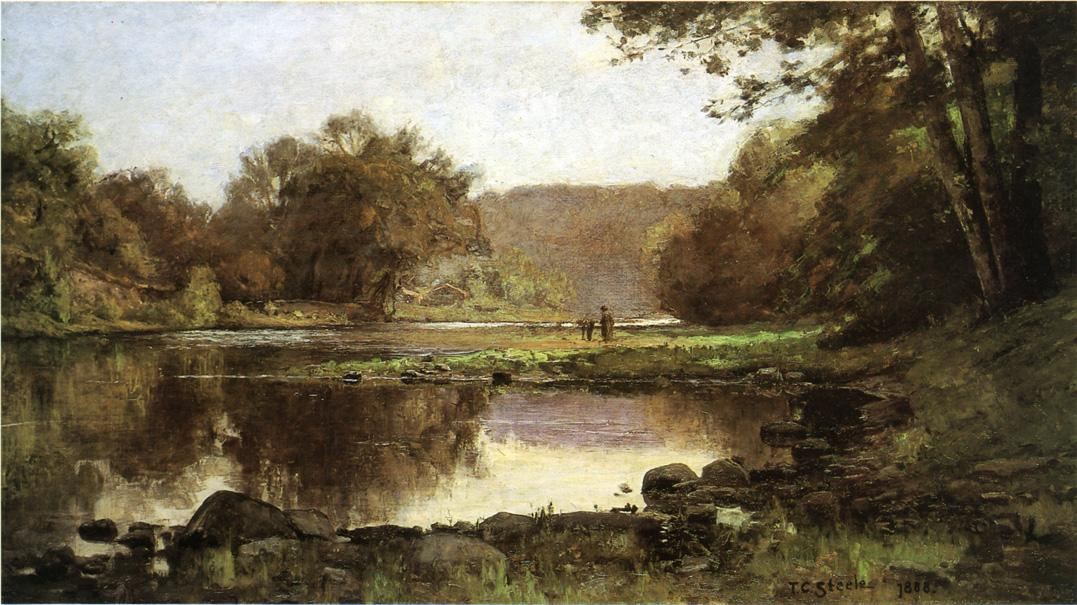
The Creek, 1888

Urodził się na farmie w Owen County w stanie Indiana. Gdy miał cztery lata jego rodzina przeniosła się do Waveland. Studiował krótko w Chicago i Cincinnati. W 1870 przeniósł się do Indianapolis, w tym samym roku poślubił Mary Elizabeth Steele Lakin. Pracował jako portrecista.
W 1880 Steele, z żoną i trójką dzieci, wyjechał na kolejne studia do Niemiec. Uczył się w Królewskiej Akademii w Monachium, jego profesorem był Gyula Benczúr. Po powrocie do Ameryki w 1885 artysta otworzył kolejne studio artystyczne w Indianapolis, a z Williamem Forsythem założył szkołę artystyczną: Indianapolis School of Art.
Osiem lat po śmierci pierwszej żony w 1899 Steele ożenił się ponownie, poślubiając siostrę swojego zięcia Selmę Neubacher. W 1907 zakupił 2000 akrów ziemi w hrabstwie Brown w Indianie i wybudował letni dom nazywany Singing Winds. Obecnie posiadłość należy do Indiana State Museum.

### Twórczość

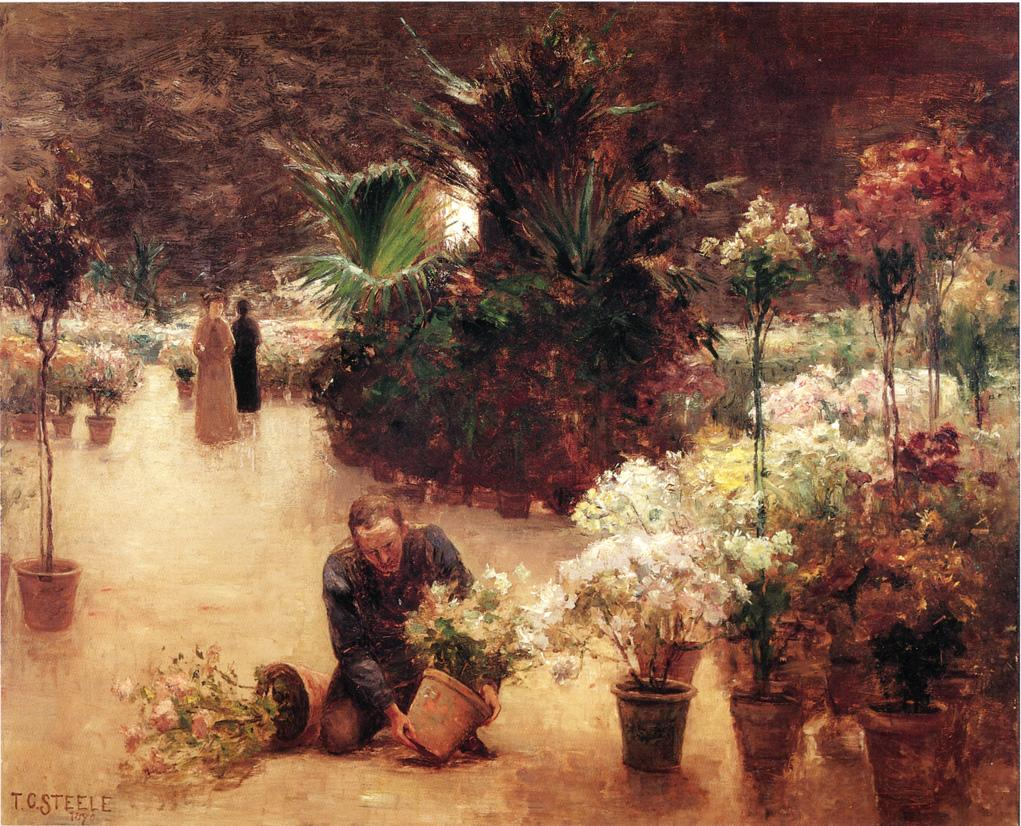
Flower Mart, 1890

Steele znany jest głównie z portretów, które namalował, m.in. prezydenta Benjamina Harrisona i wielu prominentnych Amerykanów z przełomu XIX i XX w. Jednak największą część jego dorobku stanowią impresjonistyczne pejzaże. Jego wczesne obrazy były ciemne i nacechowane dramatyzmem, w miarę upływu lat rozjaśnił paletę koncentrując się na delikatnej grze świateł. Jego ulubionym tematem były jesienne krajobrazy Indiany.
Obrazy malarza cieszą się nadal dużym zainteresowaniem i osiągają wysokie ceny na aukcjach. W latach 80. XX w. na rynku antykwarycznym pojawiły się falsyfikaty.

### Wybrane prace

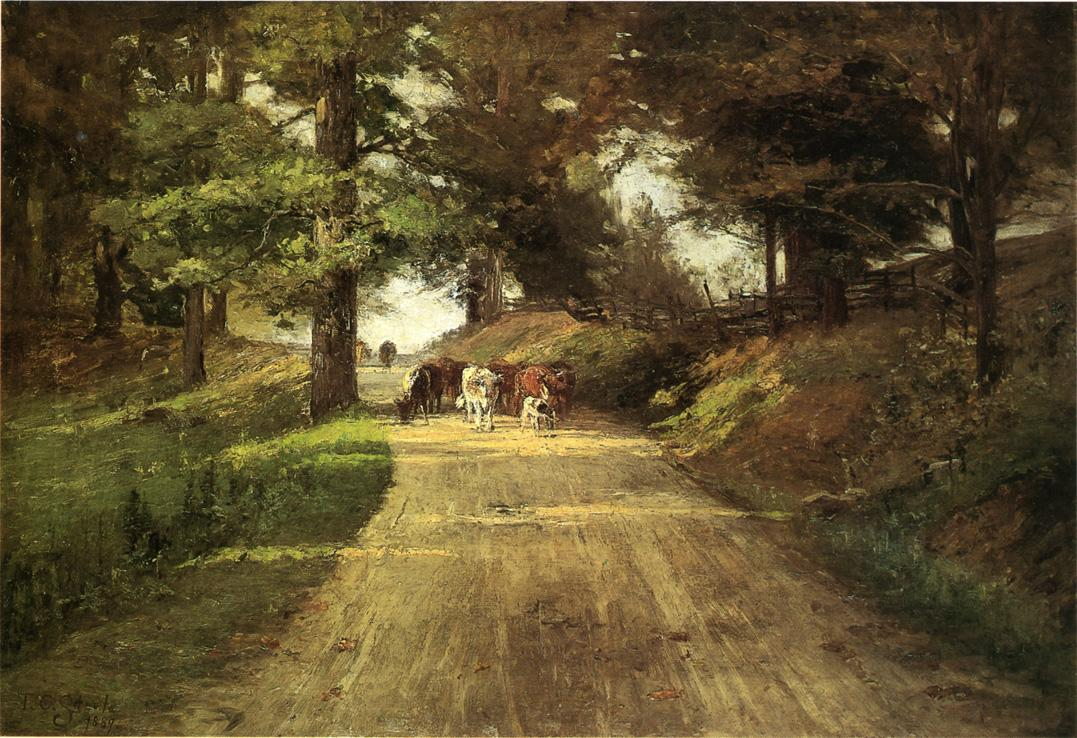
An Indiana Road, 1889

- A Corner in the Old Kitchen of the Mittenheim Cloister (1883)
- Albert G. Porter, Governor of Indiana (1885)
- Evening, Poplars and Roadway near Schleissheim (1884)
- Flower Garden at Brookville (1901)
- In the Whitewater Valley Near Metamora (1894)
- June Glory (1920)
- Last Hour of the Day (1916)
- Okemo Mountain, Ludlow, Vermont (1887)
- On the Muscatatuck (1886)
- Portrait of Daisy (1891)
- Portrait of James Whitcomb Riley (1891)
- Whitewater River (1904)
- Winter Afternoon – Old Munich (1883)

### Wyróżnienia
- 1900 honorowy tytuł magistra z Wabash College,
- 1913 członkostwo National Academy of Design,
- 1916 doktorat honoris causa w Indiana University.